# كولشستر (فيرمونت)
كولشستر (بالإنجليزية: Colchester, Vermont)‏ هي بلدة تقع بولاية فيرمونت في الولايات المتحدة. تبلغ مساحتها 151.9 (كم²)، وترتفع عن سطح البحر 29 م، بلغ عدد سكانها 17067 نسمة في عام 2010 حسب إحصاء مكتب تعداد الولايات المتحدة وتصل الكثافة السكانية فيها 177.8 نسمة/كم2.

## أعلام
- راي كولينز
- دوناتو جيانكولا
- كينيث آي. غروس

## وصلات خارجية
- www.colchestervt.gov
- The US50 - Cities and Towns in Vermont State
- Vermont Cities and Towns, Facts, Map, Flag, Colleges, Government, and More